# 혼무라 다케아키
혼무라 다케아키(일본어: 本村 武揚, 1997년 6월 20일~)는 일본의 축구 선수이다.

## 구단 경력
그는 2019년 J2리그의 제프 유나이티드 지바에 입단했다. 2021년 기라반츠 기타큐슈로 이적했다. 2021년후 J3리그에 강등했다. 2024년까지 58경기에 출전하여, 1득점을 넣었다. 2024년 도쿄 23 FC로 이적했다.